# Mordecai Meisel
Mordecai Marcus Meisel (Mordechaj Marek ou Miška Marek Meisel (Majzel) em Czech)  (1528 Praga — Praga, 13 de março de 1601) foi um filantropista e líder comunal em Praga, filho de Samuel Meisel.
Está sepultado no Cemitério Judeu de Praga.

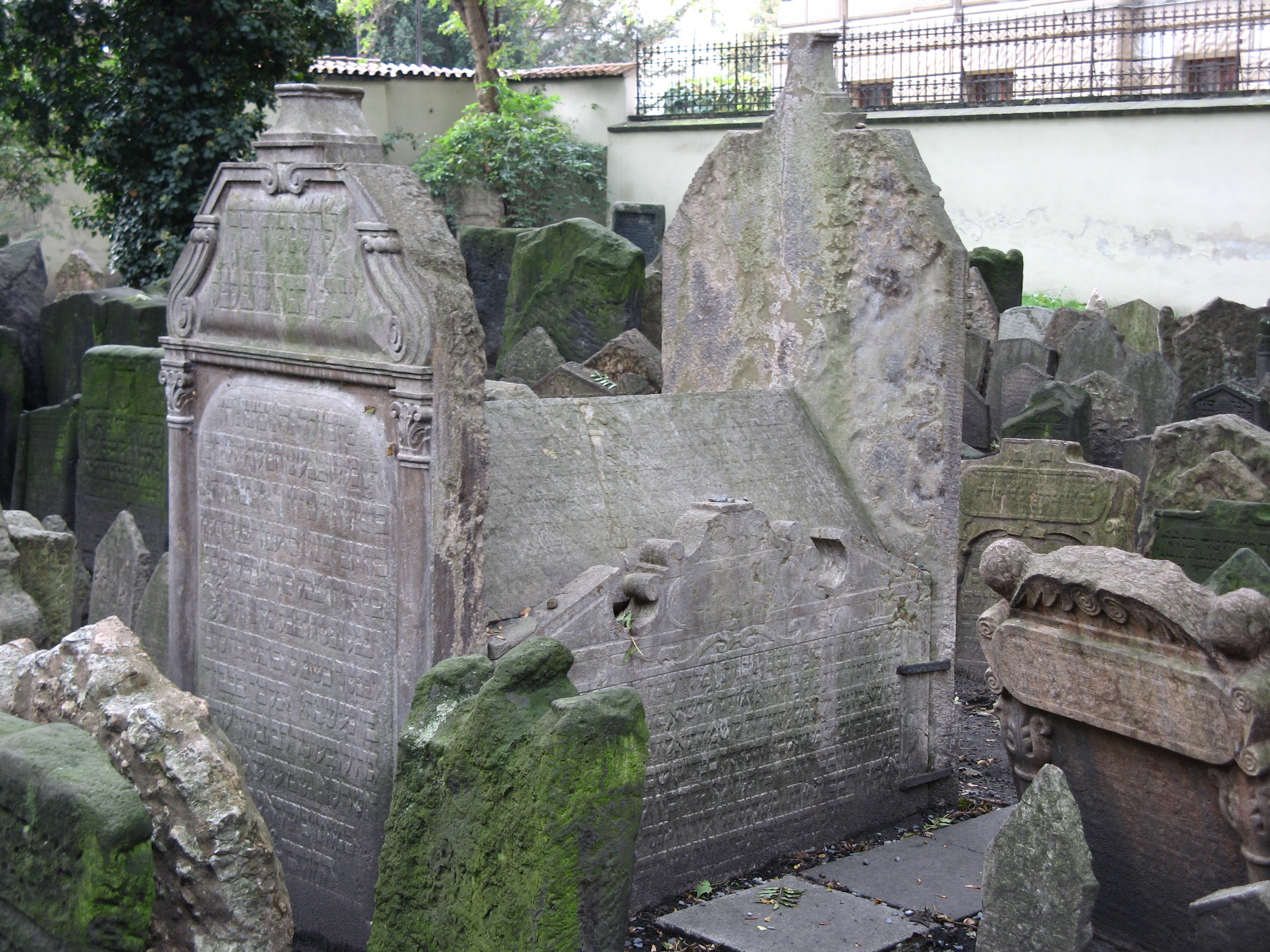
Sepultura de Mordechai Meisel